# Гекова
Затока Геко́ва (тур. Gökova Körfezi) або затока Керме́н (тур. Kerme Körfezi, грец. Κεραμεικός κόλπος) — вузька затока в Егейському морі завдовжки 100 км між півостровами Бодрум і Датча в південно-західній Туреччині. На вході до затоки знаходиться грецький острів Кос.
Адміністративно берегова лінія затоки є частиною округів, за годинниковою стрілкою, Бодрум, Міляс, Мугла, Ула, Мармарис і Датча. Бодрум, розташований в її північно-західній частині, — єдине велике сучасне місто в затоці.
У давнину, поряд з Галікарнасом (сучасний Бодрум), в середині північного узбережжя затоки розташовувався важливий міський центр — місто Керамус (його руїни можна знайти за межами сучасного селища Ерен). Тому затока в ті часи мала таку ж назву як і місто. На протилежному боці в південно-східному напрямку від Керамуса на невеликій відстані від південного узбережжя затоки на острові Седир існувало ще одне історичне поселення, яке в стародавні часи мало назву Кедраї (у перекладі з грецької мови — кедр). Сучасний острів Седир насамперед цінується відвідувачами пляжів; також на ньому збереглися деякі історичні руїни.
21 липня 2017 року на південь від острова Кара Ада на глибині 7 км відбувся землетрус магнітудою 6,6. Наслідки — дві людини загинули та понад 120 отримали поранення на грецькому острові Кос, ще як мінімум 360 травмованих були зареєстровані в Туреччині.

## Галерея

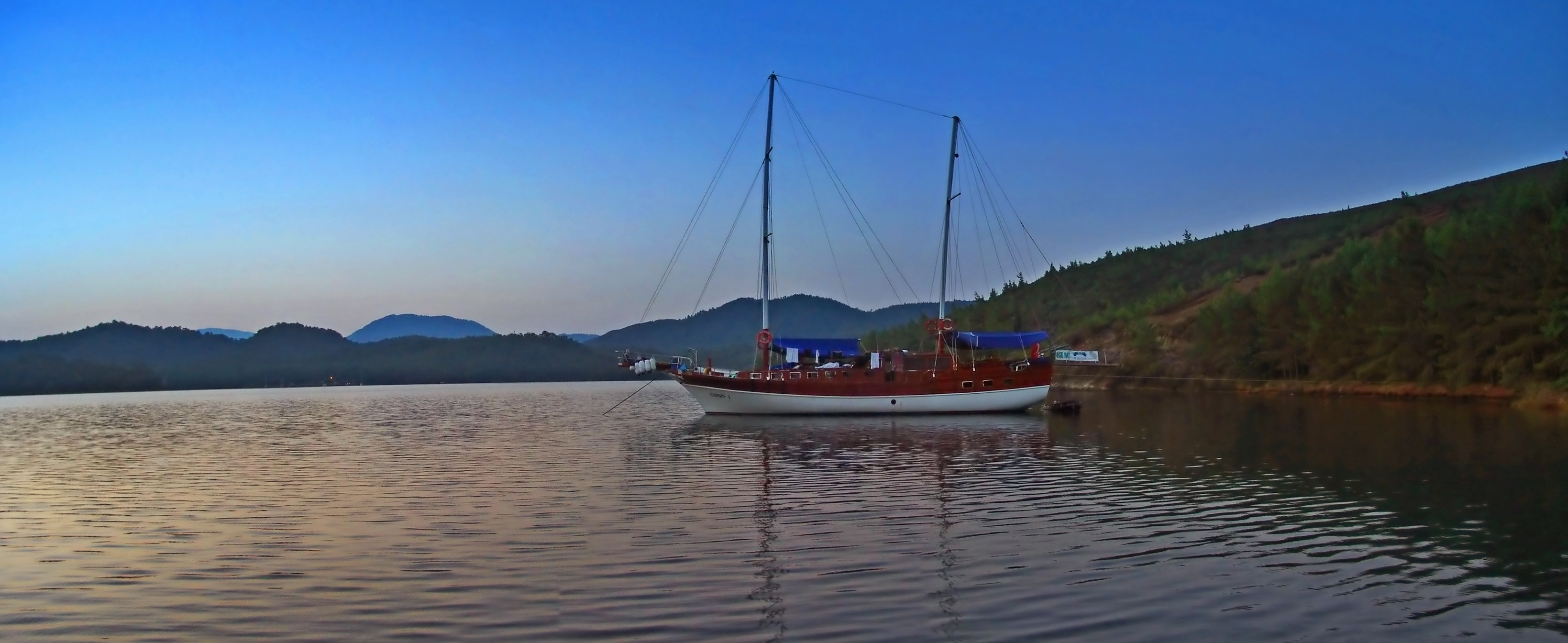
Ingiliz limani, затока Гекова, 2006 рік.
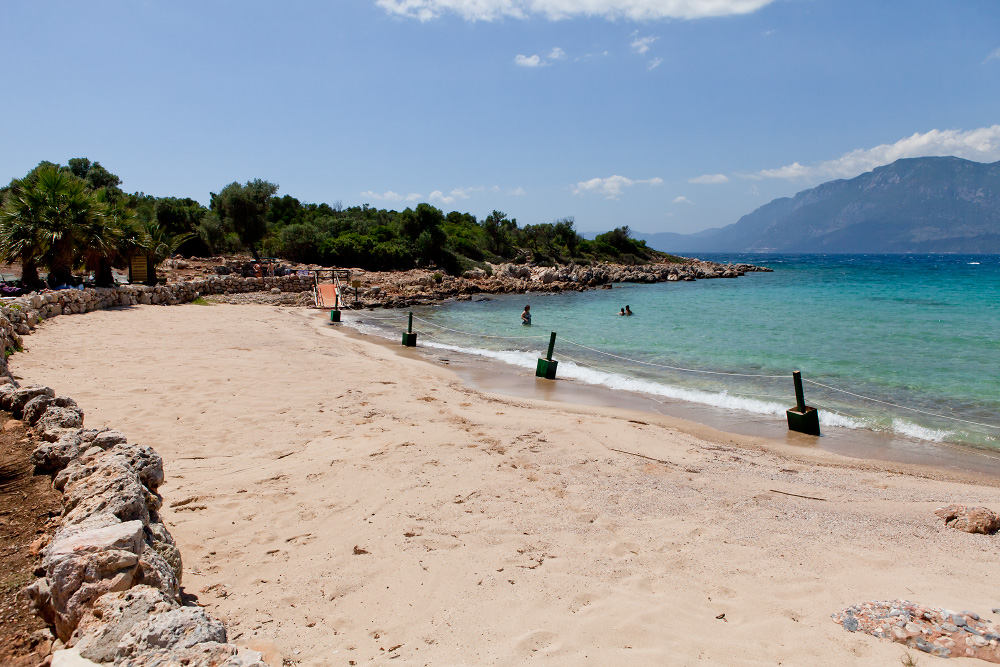
Пляж на острові Седир, 2016 рік.
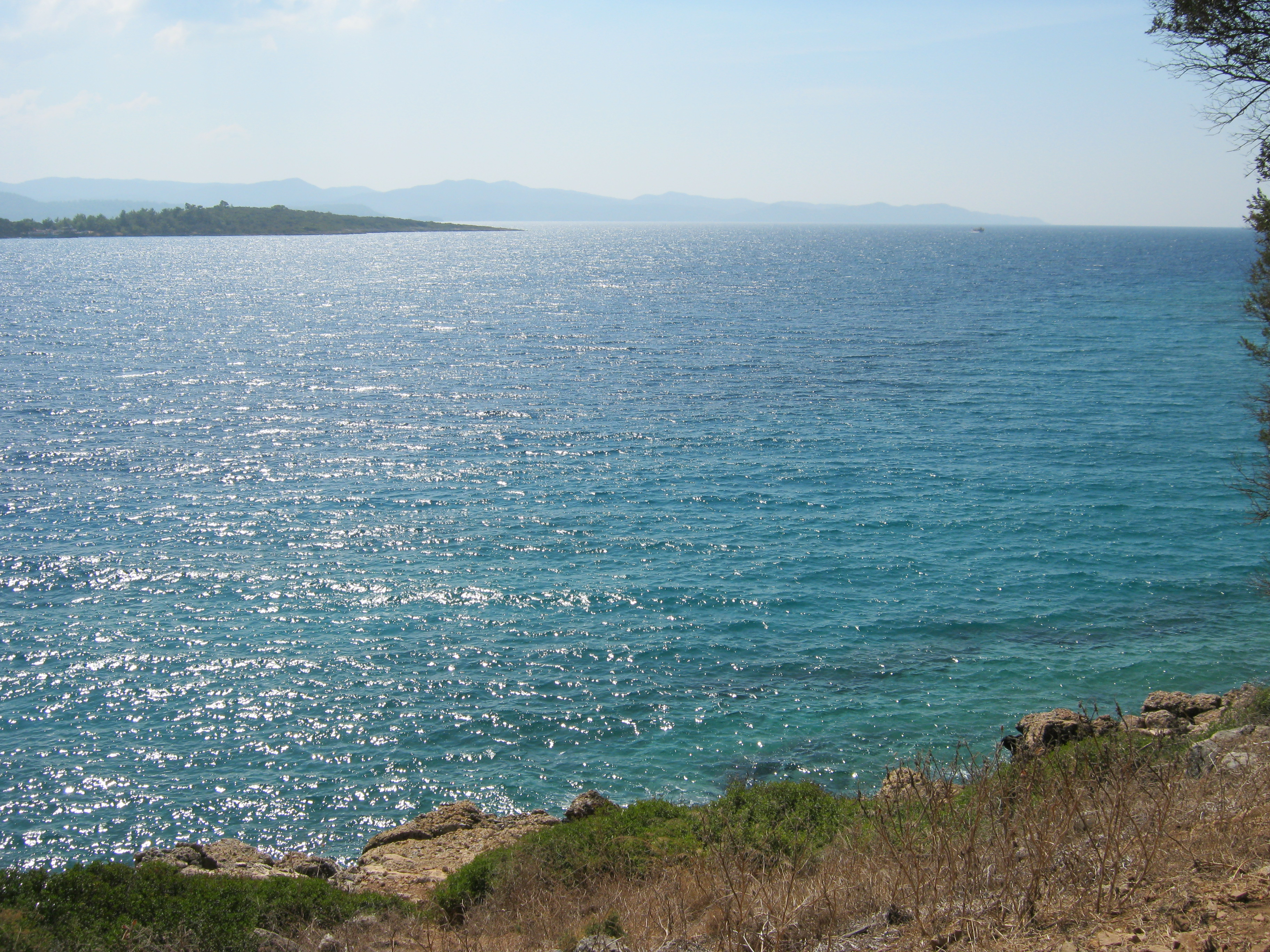
Вид на затоку з острова Седир, 2010 рік.